# Diocesi di Lesina (Italia)
La diocesi di Lesina (in latino Dioecesis Lesinensis) è una diocesi soppressa e sede titolare della Chiesa cattolica.

## Territorio
La diocesi di Lesina comprendeva i territori degli odierni comuni pugliesi di Lesina e di Poggio Imperiale in provincia di Foggia.
L'antica cattedrale andò distrutta nel XVI secolo; con le sue pietre fu costruita una nuova chiesa arcipresbiterale consacrata nel 1691 e dedicata all'Annunziata, a sua volta distrutta e ricostruita tra il 1828 e il 1837.

## Storia
Incerta è l'origine della diocesi di Lesina. La tradizione riporta come protovescovi i santi Sabino ed Eunomio, le cui reliquie, assieme a quelle di altri santi, vennero ritrovate nella distrutta cattedrale di Lesina nel 1597. Altre fonti storiche riferiscono che la città di Lesina fu popolata nel VII secolo dagli abitanti di Lucera che vi si rifugiarono, assieme al loro vescovo, dopo che la loro città venne distrutta dai Bizantini. In questo contesto Lesina divenne la sede stabile dei vescovi di Lucera. Ancora all'inizio dell'XI secolo è documentata a Lesina la presenza dei vescovi lucerini Landenolfo (1005) e Giovanni (1032); nel diploma del 1032 «emerge chiaramente la dipendenza di Lesina dalla sede vescovile di Lucera».
Discussi sono i due privilegi concessi da Benedetto VIII e da Leone IX agli arcivescovi beneventani Alfano (1014) e Udalrico (1053), in cui, tra le suffraganee di Benevento, appare anche la diocesi di Lesina, la cui menzione tuttavia potrebbe essere frutto di una interpolazione successiva. Infatti, il successivo privilegio concesso da papa Stefano IX ancora a Udalrico nel 1057, pur aggiungendo nuove suffraganee di Benevento, non menziona assolutamente Lesina. Secondo Antonio Antonetti, queste bolle ponteficie attesterebbero i tentativi di Lesina di acquisire una propria autonomia ecclesiastica, che inizialmente non ebbe successo, ma che «alla lunga condurrà alla scissione dell'arcipretura della città lagunare e all'elevazione al rango episcopale grazie alla continuità del ruolo della contea di Lesina».
Dubbio è anche il documento riferito da Norbert Kamp, conservato unicamente in una copia del Quattrocento, che accenna ad un anonimo vescovo di Lesina negli Anni Ottanta del XII secolo; infatti al concilio lateranense del 1179, dove presero parte sedici suffraganei di Benevento, non compare quello di Lesina.
La diocesi lesinese venne istituita tra la fine del XII e gli inizi del XIII secolo; il primo vescovo noto è Felice, attestato tra il 1232 e il 1235. La diocesi era molto piccola comprendendo il solo territorio di Lesina e scarse erano le sue rendite; per questo motivo, tra il 1459 e il 1472 venne soppressa ed unita all'arcidiocesi di Benevento. Molti dei vescovi successivi, napoletani di nascita, furono sepolti nella basilica della Santissima Annunziata Maggiore di Napoli, dal cui giuspatronato dipendeva la diocesi lesinese.
L'ultimo vescovo noto è Orazio Greco, nominato nel 1551; nel 1562 prese parte al concilio di Trento e nel 1567 al concilio provinciale celebrato a Benevento. Dopo questa data non si hanno più notizie della diocesi, che fu definitivamente soppressa e il suo territorio annesso a quello dell'arcidiocesi di Benevento.
Lesina e Poggio Imperiale fecero parte dell'arcidiocesi beneventana fino al 1916 quando furono annessi alla diocesi di San Severo.
Dal 1968 Lesina è annoverata tra le sedi vescovili titolari della Chiesa cattolica; dal 28 novembre 2011 il vescovo titolare è Sampathawaduge Maxwell Grenville Silva, vescovo ausiliare di Colombo.

## Cronotassi

### Vescovi
- San Sabino ? †
- Sant'Eunomio ? †
- Felice † (prima del 1232 - dopo il 1235)[7]
- Anonimo † (menzionato nel 1238)[7]
- Nicola † (23 agosto o ottobre[11] 1254 - ?)[7]
- Perenno ? † (menzionato nel 1265)[12]
- Lorenzo I † (prima del 1277/1278 - dopo il 1291/1292)[7]
- Pietro I † (menzionato nel 1338)
- Lorenzo II † (menzionato nel 1343)
- Guglielmo † (? - 1348 deceduto)
- Alberto, O.F.M. † (10 novembre 1348 - 1351 deceduto)
- Andrea de Calvanico, O.F.M. † (17 febbraio 1352 - ? deceduto)
- Anastasio de Stronconio, O.F.M. † (15 marzo 1374 - 1374 deceduto)
- Isnard de Saint-Julien, O.E.S.A. † (8 novembre 1374 - 11 gennaio 1392 nominato vescovo di Senez)
- Nicola † (menzionato nel 1390)
  - Giacomo da Cittareale, O.F.M. † (27 gennaio 1384 - ?) (antivescovo)
  - Angelo Vecchio, O.F.M. † (24 maggio 1394 - ?) (antivescovo)
- Francesco dei conti di Titignano, O.Cist. † (1400 - circa 1408 deceduto)
- Bartolomeo de Sperella, O.F.M. † (1408 - 20 giugno 1410 nominato vescovo di Tortiboli)
- Nicola Tartaglia, O.Cist. † (20 giugno 1410[13] - prima dell'11 maggio 1459 deceduto)
  - Sede unita a Benevento (1459-1473)
- Tommaso da Bitonto, O.F.M. † (9 luglio 1473 - 1482 deceduto)
- Masello d'Oria † (11 marzo 1482 - ? deceduto)
- Leonardo † (30 luglio 1488 - ? deceduto)
- Francesco Nomicisi † (29 aprile 1504 - 1507 deceduto)
- Luca Matteo Caracciolo † (4 agosto 1507 - 1526 deceduto)
- Giacomo da Mantova, O.P. † (17 aprile 1526 - ? deceduto)
- Antonio Pandella † (11 dicembre 1528 - 1538 deceduto)
- Vincenzo Torelli † (9 ottobre 1538 - 1538 deceduto)
- Guglielmo Adeodato † (17 ottobre 1539 - 1540 dimesso)
- Antonello de Eustachiis † (16 aprile 1540 - 1544 deceduto)
- Baldassare Monaco, O.E.S.A. † (25 giugno 1544 - 1550 deceduto)
- Orazio Greco † (18 febbraio 1551 - 11 settembre 1575[14])
  - Sede soppressa

### Vescovi titolari
- Joseph Mary Marling, C.Pp.S. † (2 luglio 1969 - 16 gennaio 1976 dimesso)
- Emilio Bianchi di Cárcano † (24 febbraio 1976 - 14 aprile 1982 nominato vescovo di Azul)
- João d'Avila Moreira Lima † (21 giugno 1982 - 30 settembre 2011 deceduto)
- Sampathawaduge Maxwell Grenville Silva, dal 28 novembre 2011